# Challenger de Cordenons 2017
El torneo Internazionali di Tennis del Friuli Venezia Giulia 2017 fue un torneo profesional de tenis. Perteneció al ATP Challenger Series 2017. Se disputó en su 14.ª edición sobre superficie tierra batida, en Cordenons, Italia, entre el 14 y el 20 de agosto de 2017.

## Jugadores participantes del cuadro de individuales
| Favorito | País                       | Jugador                 | Rank1 | Posición en el torneo |
| -------- | -------------------------- | ----------------------- | ----- | --------------------- |
| 1        | Bandera de Serbia          | Laslo Djere             | 104   | Semifinales, retiro   |
| 2        | Bandera de España          | Guillermo García López  | 130   | Primera ronda         |
| 3        | Bandera de República Checa | Adam Pavlásek           | 135   | Segunda ronda         |
| 4        | Bandera de España          | Roberto Carballés Baena | 137   | FINAL                 |
| 5        | Bandera de Hungría         | Attila Balázs           | 164   | Primera ronda         |
| 6        | Bandera de Italia          | Lorenzo Giustino        | 199   | Semifinales           |
| 7        | Bandera de España          | Jaume Munar             | 200   | Segunda ronda         |
| 8        | Bandera de Italia          | Andrea Arnaboldi        | 239   | Segunda ronda         |

- 1 Se ha tomado en cuenta la clasificación del 7 de agosto de 2017.

### Otros participantes
Los siguientes jugadores recibieron una invitación (wild card), por lo tanto ingresan directamente al cuadro principal (WC):
- Gianluca Mager
- Andrea Pellegrino
- Lorenzo Sonego
- Dragoș Dima

Los siguientes jugadores ingresan al cuadro principal tras disputar el cuadro clasificatorio (Q):
- Martín Cuevas
- Gianluca Di Nicola
- Christian Lindell
- Adelchi Virgili

## Campeones

### Individual masculino
- Elias Ymer derrotó en la final a  Roberto Carballés Baena, 6–2, 6–3

### Dobles masculino
- Roman Jebavý /  Zdeněk Kolář derrotaron en la final a  Matwé Middelkoop /  Igor Zelenay, 6–2, 6–3